# حفرة القحف المتوسطة
حفرة القحف المتوسطة هي انخفاض في قاعدة الجمجمة وأعمق من حفرة القحف الأمامية تتضيق في الوسط وتتوسع في الجانبين في الجمجمة. يفصلها المحدر والبروز الصخري عن حفرة القحف الخلفية.
يتحدد الجزء الخلفي من حفرة القحف المتوسطة بواسطة الجناحين الصغيرين للعظم الوتدي والناتئ السريري الأمامي والحواف الأمامية للتلم التصالبي. أما من الخلف فيحدها البروز الصخري للعظم الصدغي وظهر السرج ومن الجانبين بواسطة قشرة الصدغ الزوايا الوتدية للعظم الجداري والجناحين الكبيرين للعظم الوتدي.
تضم حفرة القحف المتوسطة الفصين الصدغيين في الدماغ والغدة النخامية.

## صور إضافية

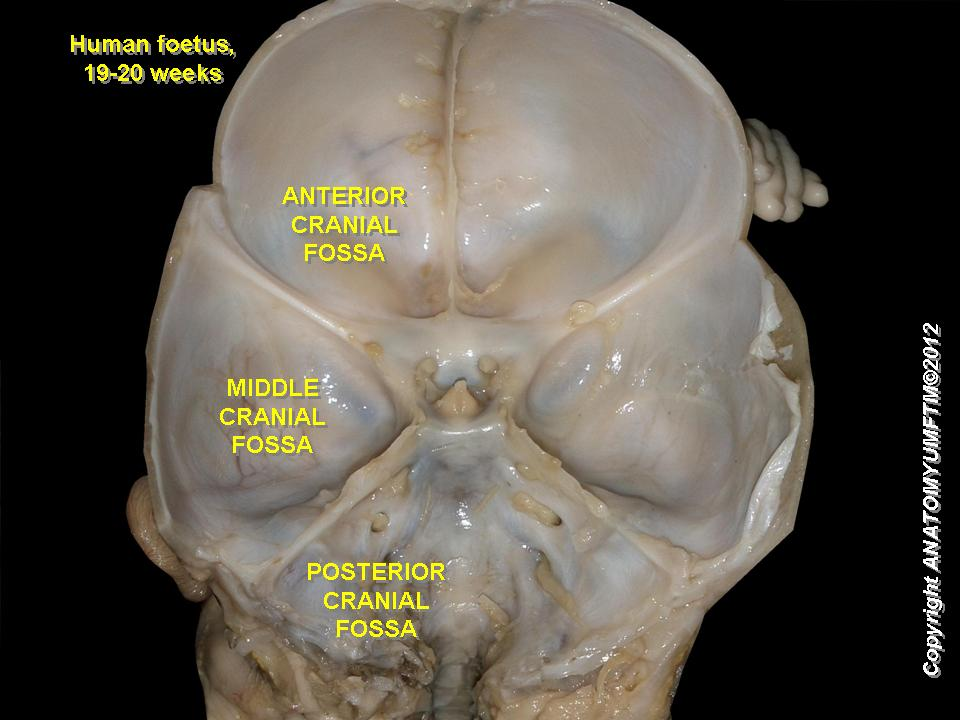
حفرة القحف المتوسطة لجنين إنسان
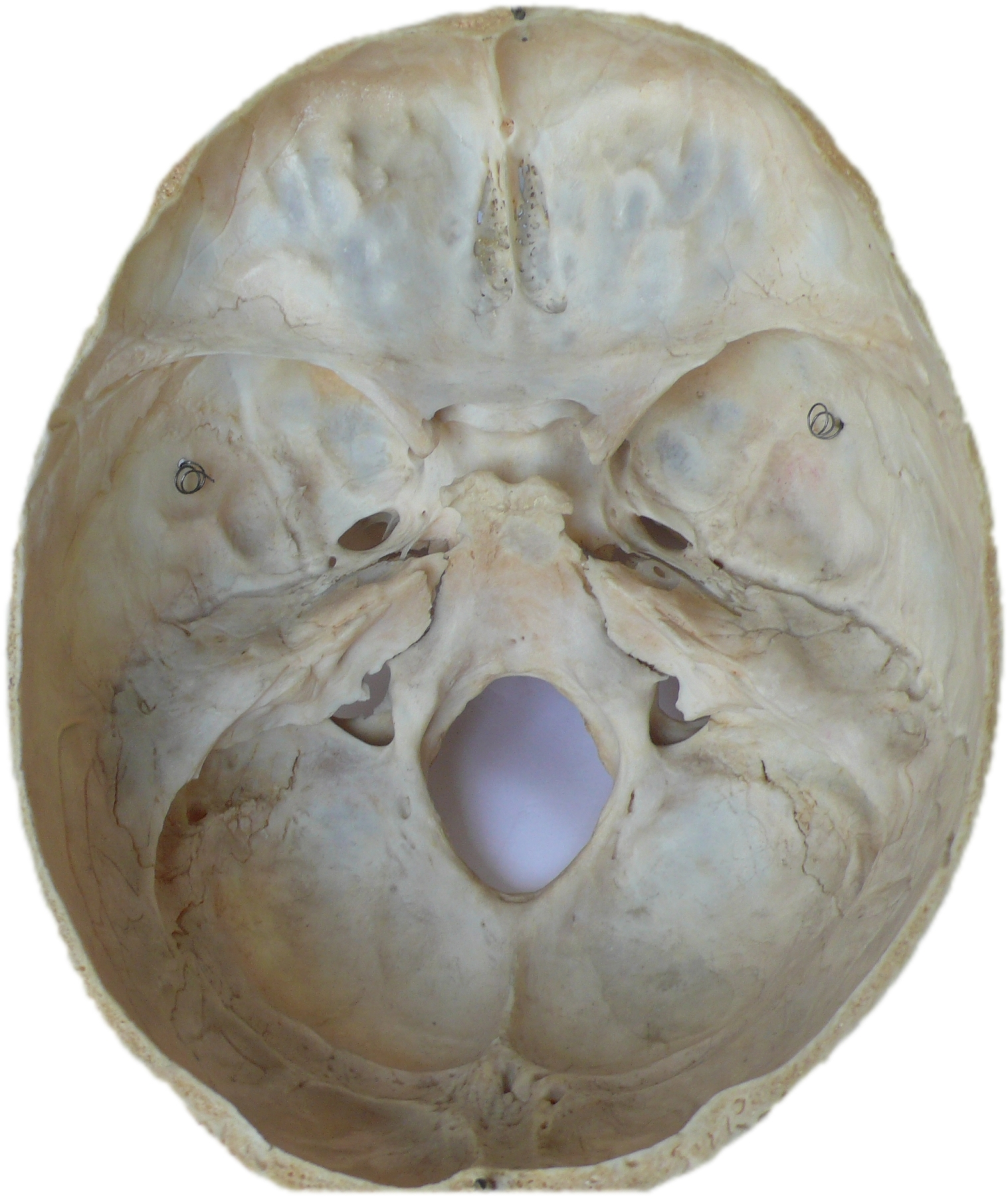
قاعدة الجمجمة
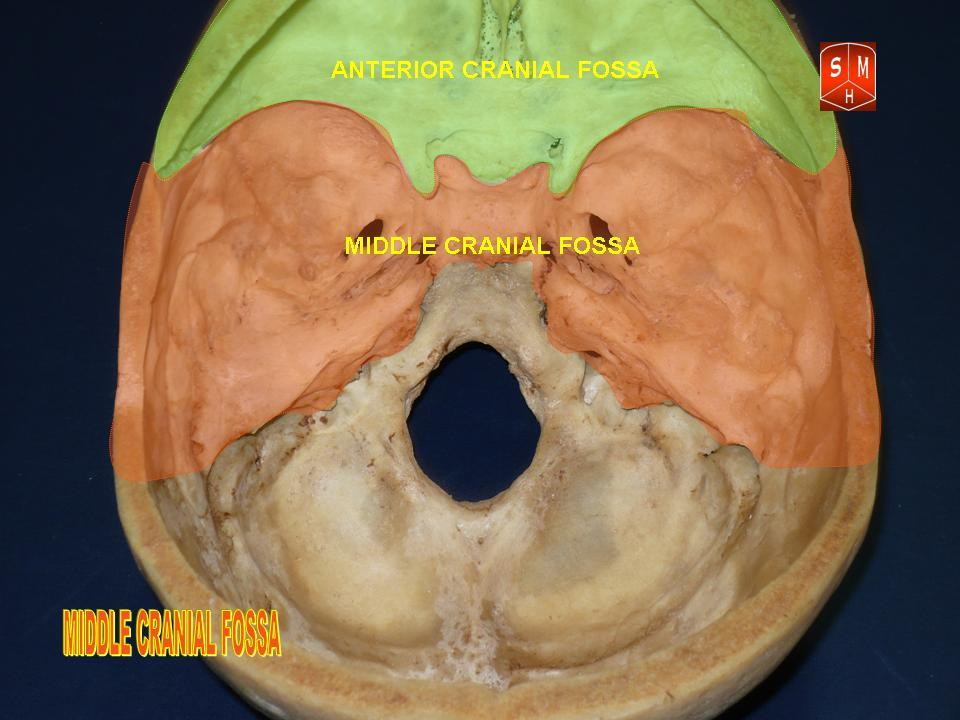
حفرة القحف المتوسطة
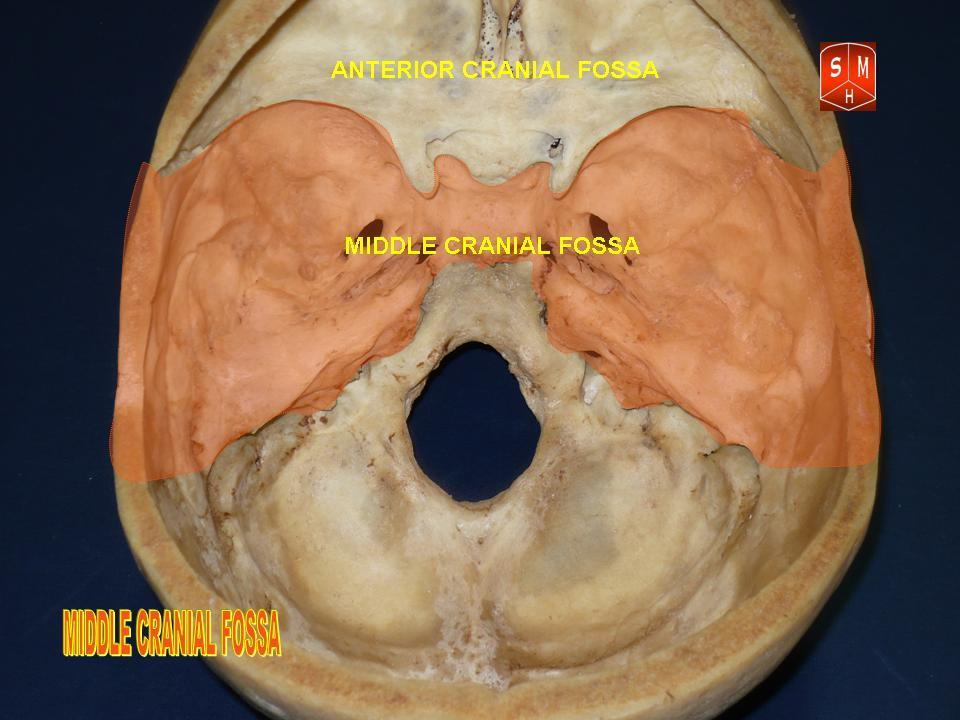
حفرة القحف المتوسطة
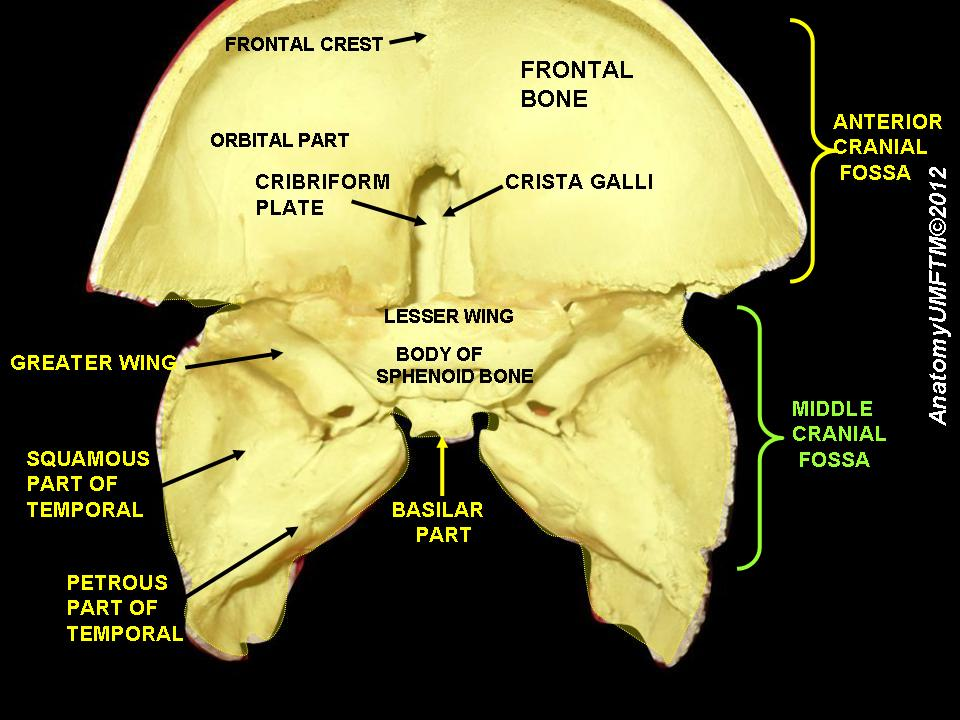
حفرة القحف المتوسطة